# Wilhelm Pültz
Wilhelm Pültz (* 12. Dezember 1901 in Bayreuth; † 1985) war zu seiner Zeit ein viel gelesener deutscher Autor. Er veröffentlichte hauptsächlich Novellen, in denen er historische Persönlichkeiten und Ereignisse verarbeitete.

## Leben
Pültz war hauptberuflich Lehrer und hat über Jahrzehnte eine lange Folge historischer Romane und Novellen verfasst. Neben vielen anderen charakterisierte er Friedrich den Großen, Arthur Schopenhauer, Mozart, Hölderlin, Goethe, Eichendorff, Möricke, Carl Maria von Weber und Robert Schumann. Pültz lebte als junger Mann mehrere Jahre lang als Volksschullehrer in Holzkirchen und kannte das Nördlinger Ries aus eigener Anschauung. Er ist im "Archiv der musisch schaffenden Lehrer" des Bayerischen Staatshauptarchivs verzeichnet.
Seine Werke erschienen nach dem Zweiten Weltkrieg in dem ausschließlich Pültz veröffentlichenden Brückenverlag in Augsburg, ab 1980 in Siegsdorf im Chiemgau.

## Werke (Auswahl)
- Der Väter Erbe. Schwäbischer Bauernroman. Oestergaard, Berlin 1931 (Literarisches Motiv: Mittelschwäbisches Hügelland)[2]
- Die letzte Marquise. Roman aus dem sterbenden Rokoko. 1934
- Der alte und der junge König. Roman. Die Jugend Friedrichs des Großen. Schaufuß, Leipzig 1935
- Der Heidehof. Roman der Lüneburger Heide. Oestergaard, Berlin 1936
- Reiter im Morgenrot. Roman aus den Befreiungskriegen. 1936
- Die salige Frau. Droste-Hülshoff-Roman. 1936
- Mutter des Volkes. Roman einer deutschen Frau. Östergaard, Berlin 1938 (Literarisches Motiv: Königin Luise von Preußen)
- Die Geburt der deutschen Oper. Roman um Carl Maria von Weber. Von Hase & Koehler, Leipzig 1939
- Die Wasserspiele der Villa d’Este. Erzählung. Deutscher Volksverlag, München 1941 (Literarisches Motiv: Franz von Liszt in Rom)
- Das Schloß in der Champagne. Historischer Roman aus der Zeit der französischen Revolution. Oestergaard, Berlin 1941
- Der Tag von Stadtlohn. Bilder von Wolfgang Felten. Deutscher Volksverlag, München 1943 (Literarisches Motiv: Schlacht bei Stadtlohn)

Werke seit den 1950er Jahren:
- "Sonne über Wallerstein" ist eine 1954 erschienene Novelle über die romantischen Rieser Liebesgeschichte zwischen Fürst Ludwig zu Oettingen-Wallerstein (1791–1870) und der Tochter seines Hofgärtners, Maria Creszentia Bourgin. Fürst Ludwig lernt die 15-jährige Maria 1821 auf Schloss Baldern kennen und verliebte sich auf Anhieb in sie. Mit Mut und Beharrlichkeit setzte er sich gegen alle Widerstände in seiner Familie hinweg und heiratete die Bürgerliche 1823. Nach dem erzwungenen Verzicht auf das Majorat lebte das junge Paar ab 1825 in Schloss Reimlingen, ehe Ludwig 1832 von König Ludwig I. zum Bayerischen Innenminister ernannt wurde.
- "Das Grabmal in Franken" ist ein Roman aus dem Jahr 1958, der von Georges de Bièvre handelt und in Triesdorf spielt.
- "Dank an die Heimat", 1974, Brückenverlag
- "Das Idyll von Sesenheim. Goethes Erlebnis als Straßburger Student", 1959, Brückenverlag
- "Der Hugenottenbrunnen", 1967, Brückenverlag
- "Der Maestro von Torre del Lago", 1969, Brückenverlag
- "Die Insel der glücklichen Menschen", 1968, Brückenverlag
- "Die letzte Nacht; Hölderlin-Novelle", 1963, Brückenverlag
- "Fahrtgesell der Frau Aventiure. Porträt des lebensfrohen, tapferen Poeten Josef Viktor von Scheffel", 1972, Brückenverlag
- "Gute, alte Reichsstadt Nürnberg", 1979, Brückenverlag
- "In den Gärten der Musik - Notenbüchlein eines Romantikers", 1967, Brückenverlag
- "In der Sonne Catulls : Mosaik einer musischen Gardaseereise", mit Zeichnungen von Pütz, 1963, Brückenverlag
- "Kleine Reise nach Mainfranken", 1976, Brückenverlag
- "Konzert in Schwetzingen", 1965, Brückenverlag, ist eine Dichtung vom Schwetzinger Schloßgarten. Kurfürst Carl Theodor der Pfalz beruft eine Elite von Künstlern an seinen Hof und ruht an seinem Sommersitz Schwetzingen von der Bürde schweren Amtes. In dem Flötenspieler Johann Baptist Wendling findet er den Gefährten seiner tiefsten und schönsten Stunden und würdigt ihn seiner besonderen Freundschaft. Wendling tritt in bedeutsame Begegnung mit der Mirandolina, einer reisenden Künstlerin, die in Schwetzingen ein Gastspiel gibt und will die Geliebte für immer halten, wozu ihm der Kurfürst seine helfende Hand reicht. Die Mirandolina entscheidet sich jedoch anders.
- "Musischer Traum im Rokoko", 1981, Brückenverlag
- "Reise zur Insel Napoleons", 1968, Brückenverlag
- "Südtiroler Sommertage. Lobgesang einer paradiesischen Landschaft", 1975, Brückenverlag
- "Traubenkur in Meran", 1969, Brückenverlag
- "Valentin im Weinberg", 1959, Brückenverlag
- "Wetterleuchten. Erzählung aus der Französischen Revolution", 1969, Brückenverlag
- "Madonna im Lindenholz: Riemenschneider-Erzählung", Augsburg ; Traunstein : Brückenverl., 1965
- "Die Wälder von Lubowitz: Eichendorff Novelle"
- "Die letzte Prinzessin. - Das Leben der Tochter Madame Wilhelminens von Bayreuth", Brückenverlag, 1973
- "Hieronymus im Gehäus. Aufzeichnungen eines 80jährigen", Brückenverlag, 1980
- "Land unter dem Regenbogen", Brückenverlag, Augsburg, 1962
- "Unter den Pinien Roms", Brückenverlag, Augsburg, 1967
- "Unter den Bäumen der Markgräfin - Wie ich ein musischer Mensch wurde", Brückenverlag, Augsburg, 1959
- "Der Turmhahn von Cleversulzbach. Mörike-Novelle", Brückenverlag, Augsburg, 1957
- "Die Wanderer-Phantasie. Weg und Werk von Franz Schubert", Brückenverlag, 1975
- "Fest in Nymphenburg", Brückenverlag, Augsburg-Traunstein, 1958
- "Pfingstfahrt nach Wien", Brückenverlag, Augsburg, 1964
- "Fränkisches Capriccio. Der heitere Lebensweg einer Dame aus Franken", Augsburg/Traunstein, Brückenverlag, 1973
- Der graue, alte Kater. Grundlagen der Philosophie Arthur Schopenhauers, Brückenverlag, Siegsdorf im Chiemgau, 1982